# Aruns (haruspice)
Aruns (Aronte ou Aronte ou Aronta) est un haruspice étrusque, un personnage de la Pharsale de Lucain et mentionné dans la Divine Comédie de Dante Alighieri.

## Histoire
Selon Lucan (Pharsale, livre I), Aruns était un puissant devin spécialisé dans la divination par les entrailles des animaux, le vol des oiseaux et autres phénomènes naturels. Il a probablement vécu à Lucques (Lucae) et a été convoqué à Rome peu avant les Guerres civiles romaines entre Jules César et Pompée pour interpréter certains événements divinatoires : il a prophétisé à la fois la guerre et la victoire glorieuse de César.
Dante a repris sa figure pour le placer dans l'Enfer parmi les devins de la quatrième bolge du huitième cercle des fraudeurs (Chant XX, 46-51). Le poète florentin s'est probablement appuyé sur un codex portant une citation incorrecte du texte de Lucain, où il est indiqué que le haruspice habite une ville étrangement déserte, Luni (en latin Lunae au lieu de Lucae) : Arruns incoluit desertae moenia Lunae. Toutefois, étant donné qu'à l'époque d'Aruns (Ier siècle av. J.-C.) ou de Lucain (Ier siècle), la glorieuse cité romaine devait certainement apparaître dans sa plus grande splendeur, Alighieri choisit de placer le devin dans une caverne parmi le marbre blanc au-dessus de Carrare, d'où il pouvait contempler à la fois la mer et les étoiles.